# 貝里琉州
貝里琉州是帛琉16個州之一，由佩莱利乌岛和另外兩個東北面的小型島嶼組成，位於安加爾州東北面和科羅爾州西南，面積13平方公里，2004年人口約700，是帛琉人口數第三多的州份。首府為北面的Kloulklubed，大部分居民住在首府的4個村落︰Kloulklubed （西北）、Imelechol （東北）、Lademisang （南端）和Ongeuidel （北端）。
三角部份為帛里琉机場，也是帛琉战役中美日双方死傷最慘烈之地。現帛琉已独立，但作為美軍盟友，島上也有二战美軍坦克及飛机遺跡。

## 交通

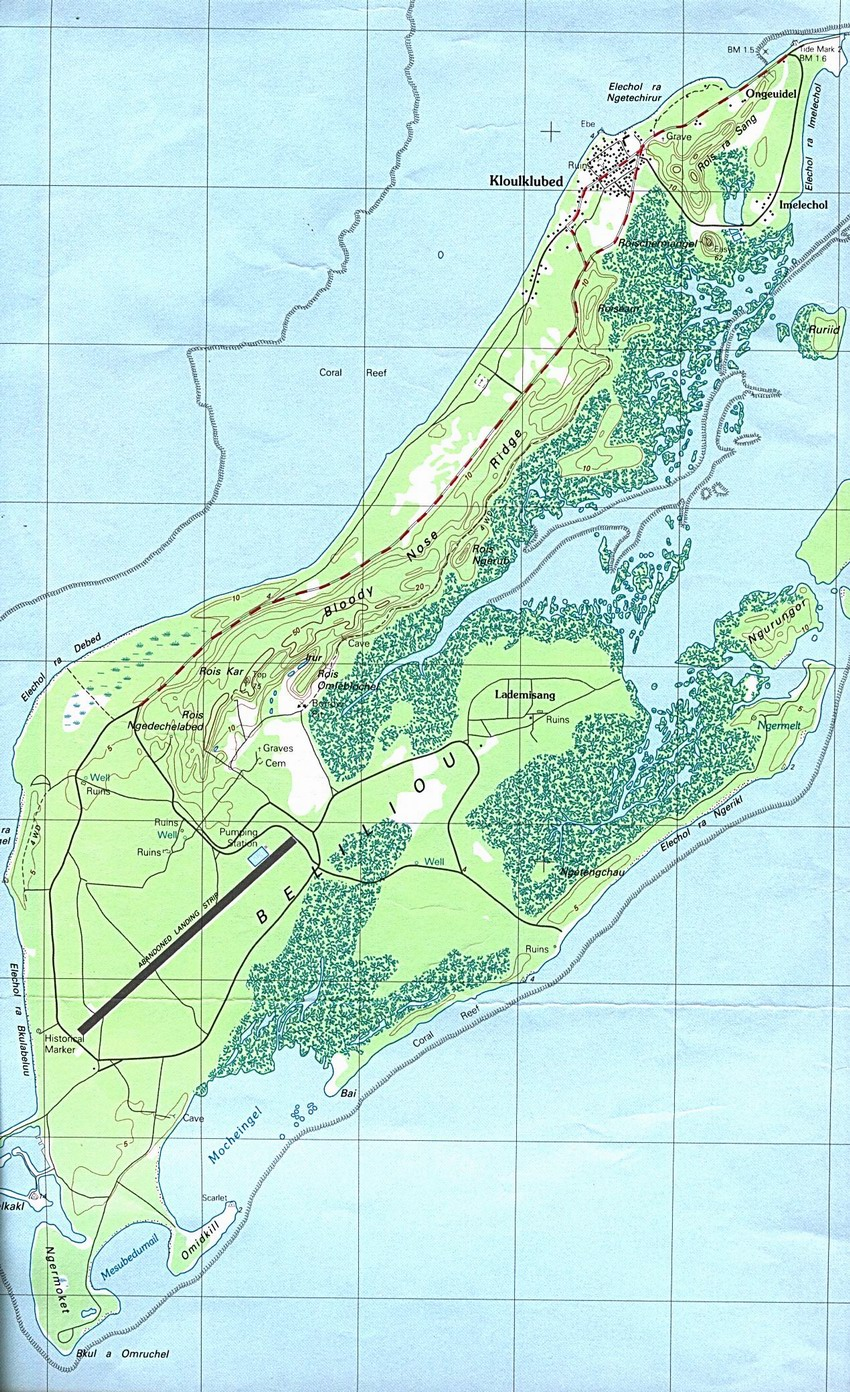
貝里琉州地圖

- 貝里琉機場

## 外部連結
- Map of Peleliu （页面存档备份，存于）
- Peleliu National Historical Park Study Preliminary Draft （页面存档备份，存于）
- Bloody Peleliu （页面存档备份，存于）
- Brotherhood of Heroes: The Marines at Peleliu, 1944 by Bill Sloan （页面存档备份，存于）
- Photos of WW2-era relics and equipment on Peleliu （页面存档备份，存于）